# 陳文輝 (台灣政治人物)
陳文輝（1943年9月26日—2023年12月14日），台灣政治人物，黨外運動人士，第三屆立法委員，苗栗縣苑裡鎮華陶窯創辦人、首任窯主。

## 生平
早年因祖母精於編織藺草蓆帽，故父親與三叔陳榮仁沿習傳統地方產業經營豐榮帽蓆行，兄弟倆一人負責業務，一人負責研發，合力在苑裡帽蓆業，闖出一片天，並以技術及設計創新著稱。除了所設計之圖案花樣，至今仍為同業沿用外，還曾受託由祖母陳鄭棗仔親手編織了一張蝴蝶蘭圖樣的茶几墊，贈送給蔣介石夫人蔣宋美齡而傳為美談，益見陳家在當地帽蓆業的地位。
陳文輝，畢業於苑裡國小和大甲中學初中部及台中新民高職。退伍後進入正隆紙業公司；三年後，自行在台中開創大盟股份有限公司，經營腳踏車外銷事業。就如同政府所形容的70年代台灣中小企業主：一句英文都不會講，提著一只手提箱，跑遍全世界去推銷產品，賺取外匯，為當時創造台灣經濟奇蹟的台灣商人之一。但後來受到加拿大政府加徵反傾銷稅的影響而結束事業，前後歷時十六年。此事故讓他體會弱國無外交的困境，乃於1981年底回苗栗縣家鄉，投入省議員選戰，想從政一展抱負。但雖豎起「黨外」大纛，結果亦僅得數千票落選。
1982年初，苑裡鎮長選舉，陳文輝在「黨外」及地方認同人士支持下，與國民黨提名的陳財福與後來擔任苑港里里長的王獻榮競選，雖然仍敗選，但卻更厚植了他在家鄉的人脈。
由於從小喜歡自然生態，太太陳玉秀又是中華花藝的老師，情勢使然，夫妻倆於1984年在苑裡鎮南勢里闢建華陶窯，生產陶藝品之外，更種植復育了不少台灣原生植物 。
1985年底縣市長和省議員的二合一選舉，新竹市長施性忠的太太莊姬美競選省議員，陳文輝幫她助選，因選票問題發生轟動全國的「新竹滋擾事件」，陳文輝被列為被告通緝，但仍登記競選第11屆縣議員，結果上午登記參選，下午就被新竹地檢處收押，判了兩年有期徒刑。
該屆縣議員選舉於1986年初舉行，陳文輝雖然人在獄中，但鄉親鄉情沸騰在當時他仍在國中唸書的長子陳景揚，一曲「阿爸的飯包」獨唱下，不僅賺人熱淚，更將選情拉到最高點，獲得最高票當選。兩年刑期屆滿後，於1987年12月28日由新竹地方法院趙榮仁庭長監誓，正式宣誓就職，並出席緊接著召開的11屆第9次臨時大會。在失去自由的情況下高票當選縣議員，然後在民進黨同志努力爭取當選資格存在，恢復自由後又順利宣誓就職，創下了台灣地方自治史上的首例。
1989年的三項公職人員選舉，陳文輝得了41,830票，以最高票落選。三年後的第2屆立委選戰，結果徐成焜、何智輝、劉政鴻獲得當選，陳文輝再以45,976票高票落選。
1995年底第3屆立委選舉，陳文輝最後以61,519票第三高票當選。

## 家庭
祖父陳章，祖母陳鄭棗仔（1897－2000年，104歲）。父陳榮木（1917－2002年，86歲），母陳楊參仔，共育三子五女，陳文輝為長子，在苑裡是半農半商的小康之家。
陳文輝育有二男一女，女兒陳育平於東海大學歷史系畢業後，留學義大利威尼斯建築學院，現任華陶窯執行長，長子陳景揚在取得東海大學社研所碩士後，現在日本東京大學攻讀文化人類學博士學位；次子陳景民，世界新聞傳播學院畢業，於英國進修歸國後，現擔任華陶窯營運長。

## 外部連結
- 陳文輝的Facebook專頁
- 華陶窯-中文官網 （页面存档备份，存于）
- 立法院 （页面存档备份，存于）